# Arachniodes × azuminoensis
Arachniodes × azuminoensis là một loài dương xỉ trong họ Dryopteridaceae. Loài này được R.Fujiwara, Y.Matsuda, Yu.Abe & Otsuka mô tả khoa học đầu tiên năm 1998.